# Sooretamatrogon
Sooretamatrogon (Trogon chrysochloros) är en fågel i familjen trogoner inom ordningen trogonfåglar.

## Utbredning och systematik
Sooretamatrogon delas in i två underarter med följande utbredning:
- Trogon chrysochloros muriciensis – förekommer i nordöstra Brasilien (Alagoas)
- Trogon chrysochloros chrysochloros – förekommer i östra och södra Brasilien, Paraguay och nordöstra Argentina

Fågeln betraktades tidigare som del av svartstrupig trogon (Trogon rufus). Den urskiljs dock sedan 2023 som egen art av eBird/Clements och IOC.

## Status
IUCN erkänner den inte som art, varför den inte placeras i någon hotkategori.